# Alberto Díez de Medina Lertora
Alberto Díez de Medina Lertora (* 11. September 1877 in La Paz, Bolivien; † 31. Dezember 1932 in Buenos Aires, Argentinien) war ein bolivianischer Diplomat und Politiker, der unter anderem 1930 Außenminister Boliviens war.

## Leben
Díez de Medina Lertora war ein Sohn des Essayisten, Politikers und Diplomaten Federico Díez de Medina, der zwischen 1900 und 1902 ebenfalls Außenminister Boliviens war. Er selbst trat ebenfalls in den auswärtigen Dienst ein und fungierte zwischen 1907 und 1908 als Geschäftsträger an der Gesandtschaft in Brasilien. Nach weiteren Verwendungen war er von 1913 bis 1914 Präfekt des Departamento Oruro sowie zwischen 1917 und 1919 Gesandter in Ecuador, Kolumbien und Venezuela, ehe er 1920 für einige Zeit Gesandter in Paraguay war.
1923 wurde Díez de Medina Lertora Gesandter in Brasilien und bekleidete diesen Posten bis 1925, woraufhin er zwischen 1925 und 1928 Gesandter in Paraguay, Uruguay, Argentinien und Peru war. Am 16. Mai 1930 wurde er von Präsident Hernando Siles Reyes als Nachfolger von Rafael Torrico Lemoine zum Außenminister Boliviens ernannt und bekleidete dieses Ministeramt bis zu seiner Ablösung durch Filiberto R. Osorio Tellez am 29. Juni 1930.
Sein jüngerer Bruder war der Schriftsteller und Diplomat Eduardo Díez de Medina Lertora, der 1923, 1925 bis 1926 sowie 1937 bis 1939 ebenfalls Außenminister Boliviens war.

## Weblink
- Kurzbiografie in rulers.org